# Kock och Vin

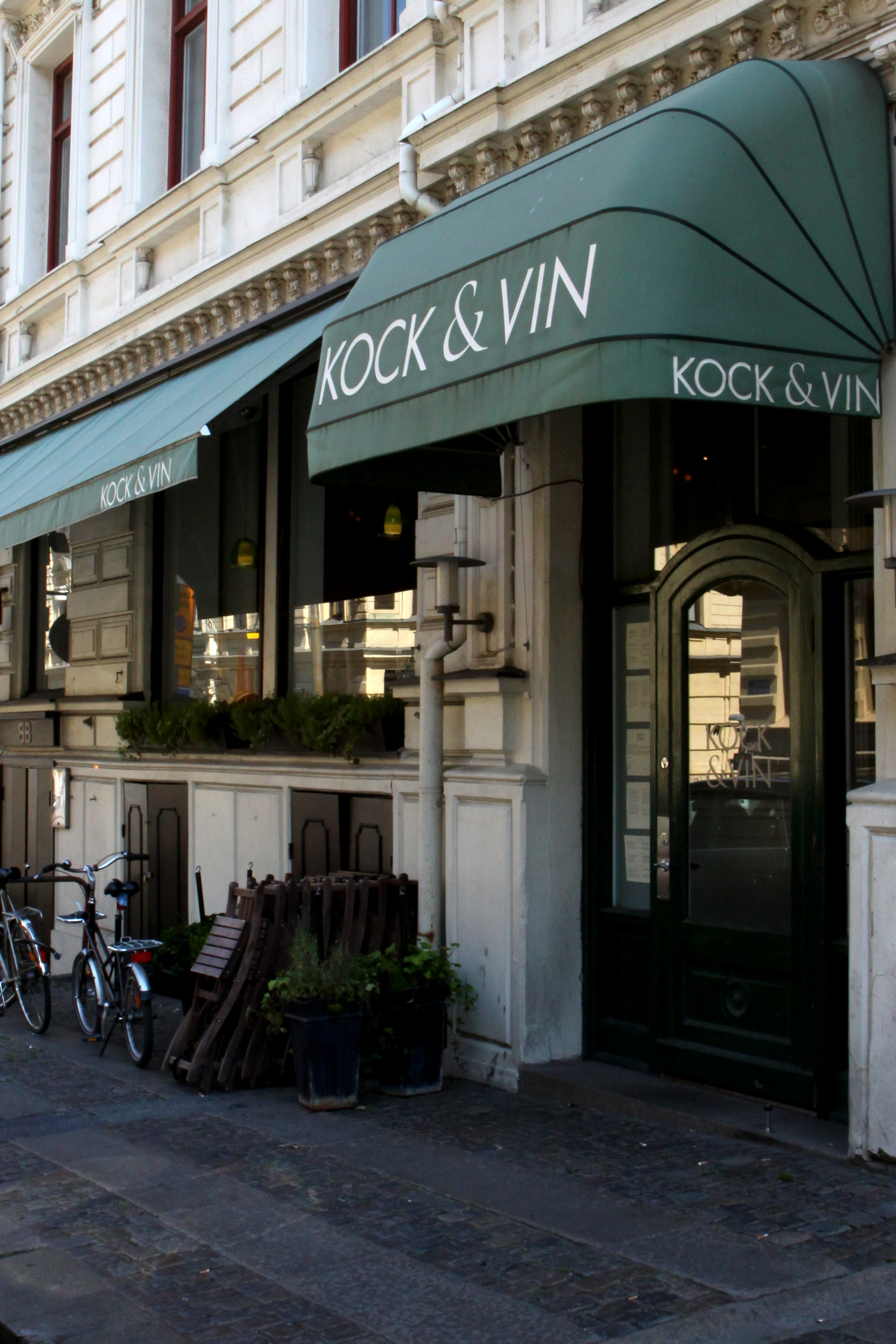
Entrén till restaurang Kock och Vin.

Kock & Vin var en exklusiv krog på Viktoriagatan 12 i stadsdelen Vasastaden i Göteborg. Restaurangen som drevs av Björn Persson fick i mars 2008 en stjärna i Michelinguiden, även känd som Le Guide Rouge. Restaurangen låg på delad tredjeplats när det gällde Sveriges bästa restauranger enligt The White Guide 2012.
Kock och Vin stängde efter 14 år den 2 februari 2014. I februari 2014 öppnade Björn Persson istället Koka i samma lokaler.